# Hageland

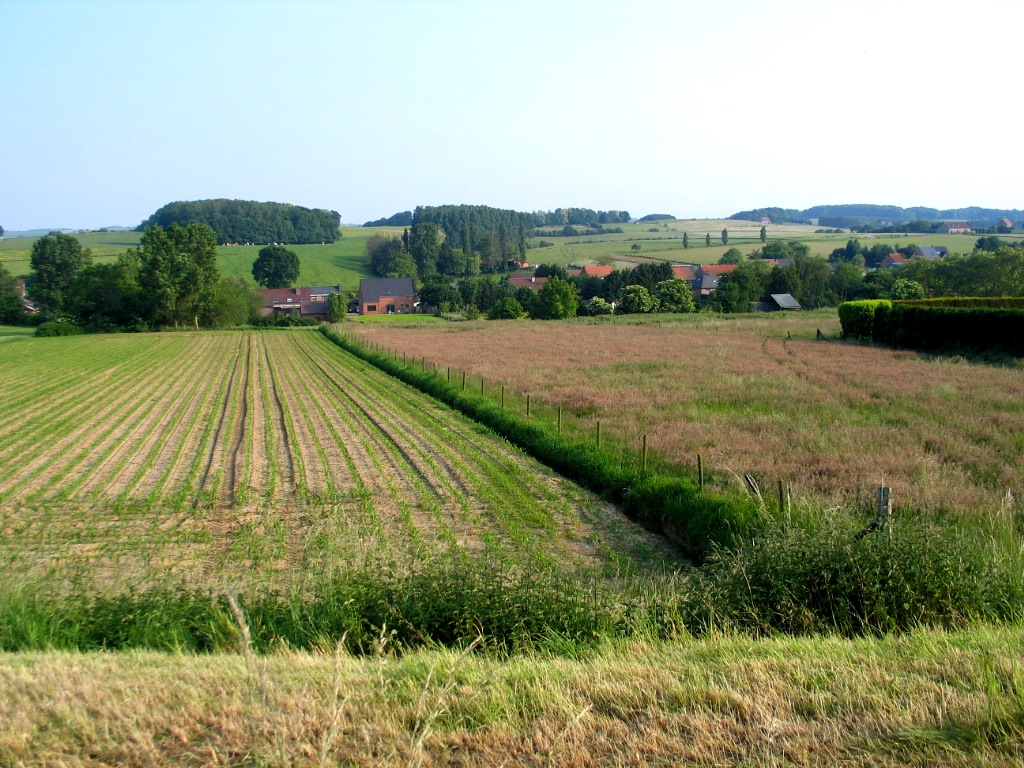
De omgeving van Kaggevinne in het Hageland

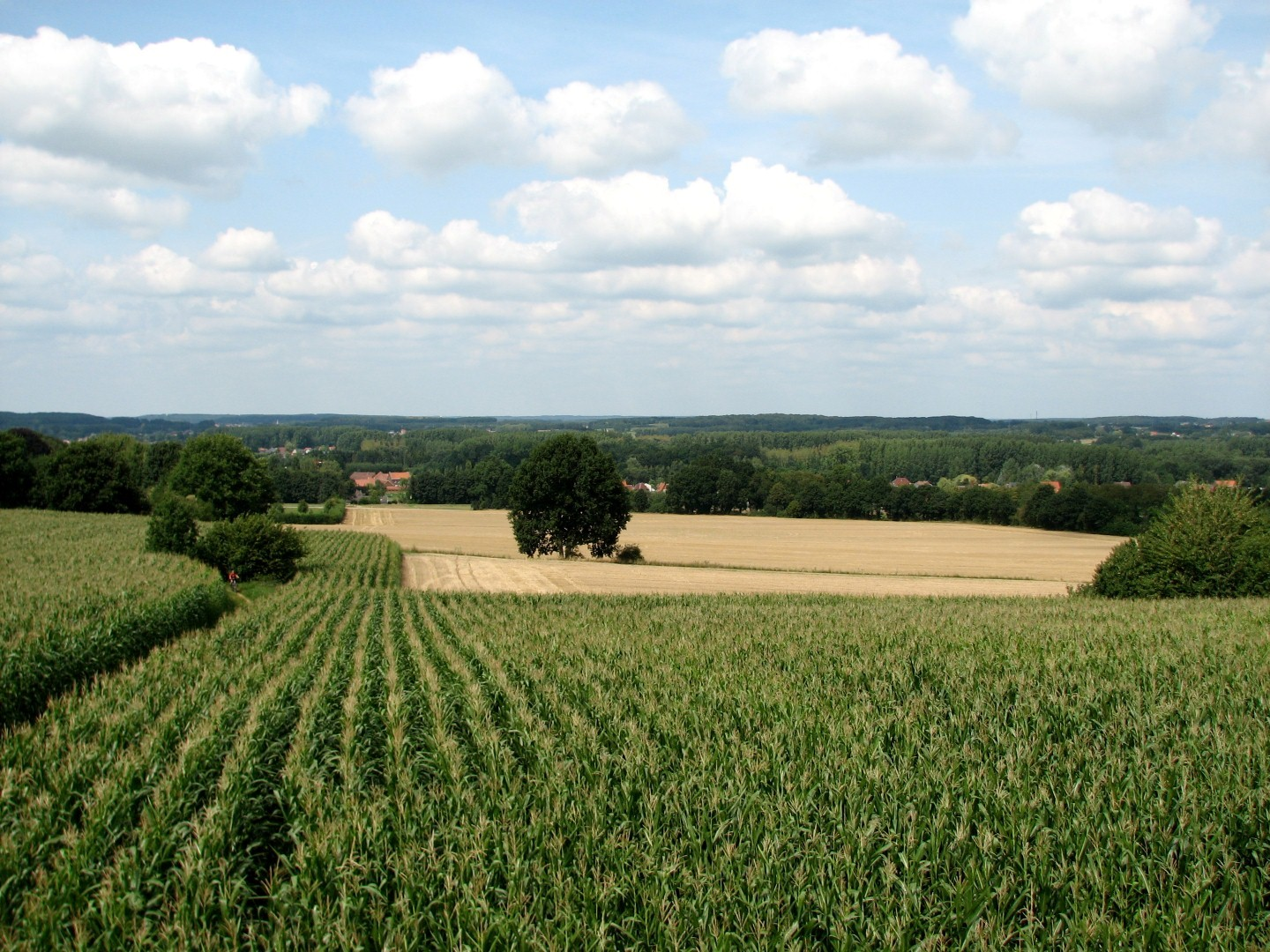
De omgeving van het Walenbos

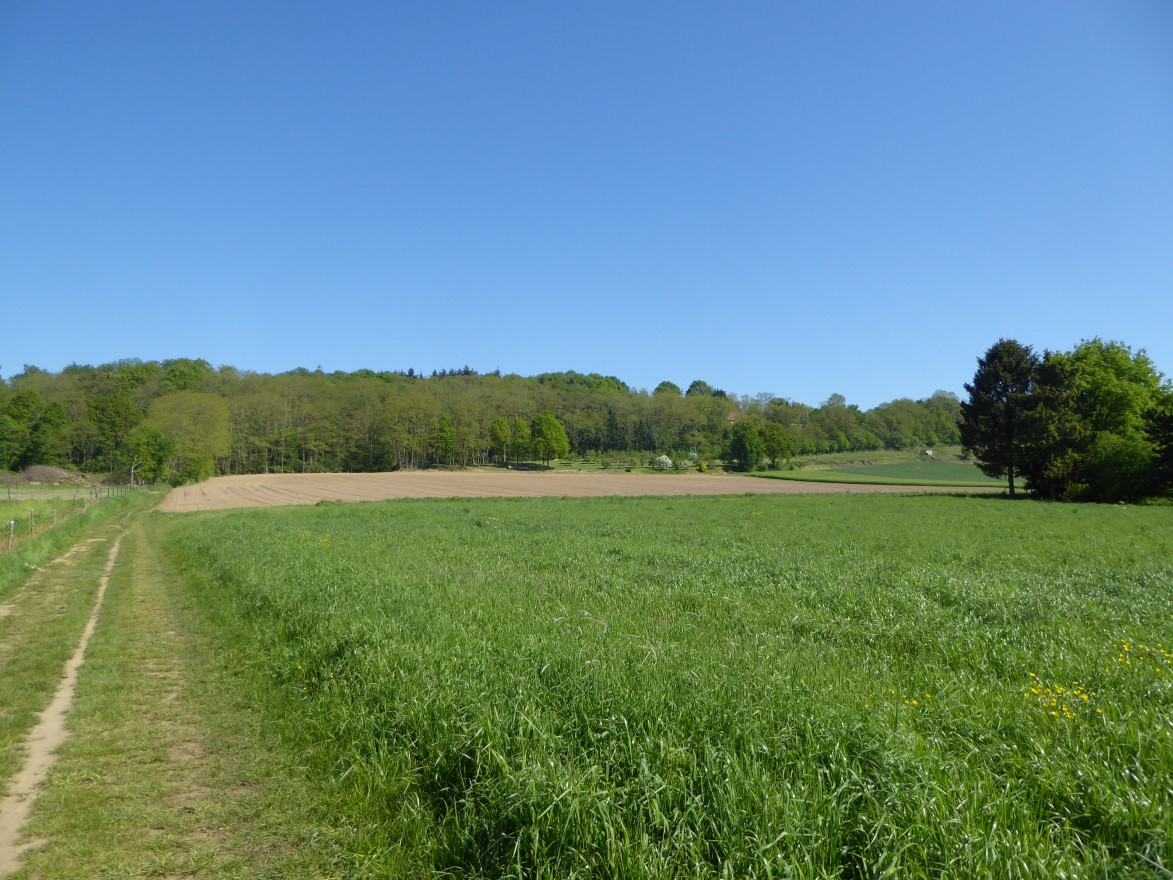
Beninksberg

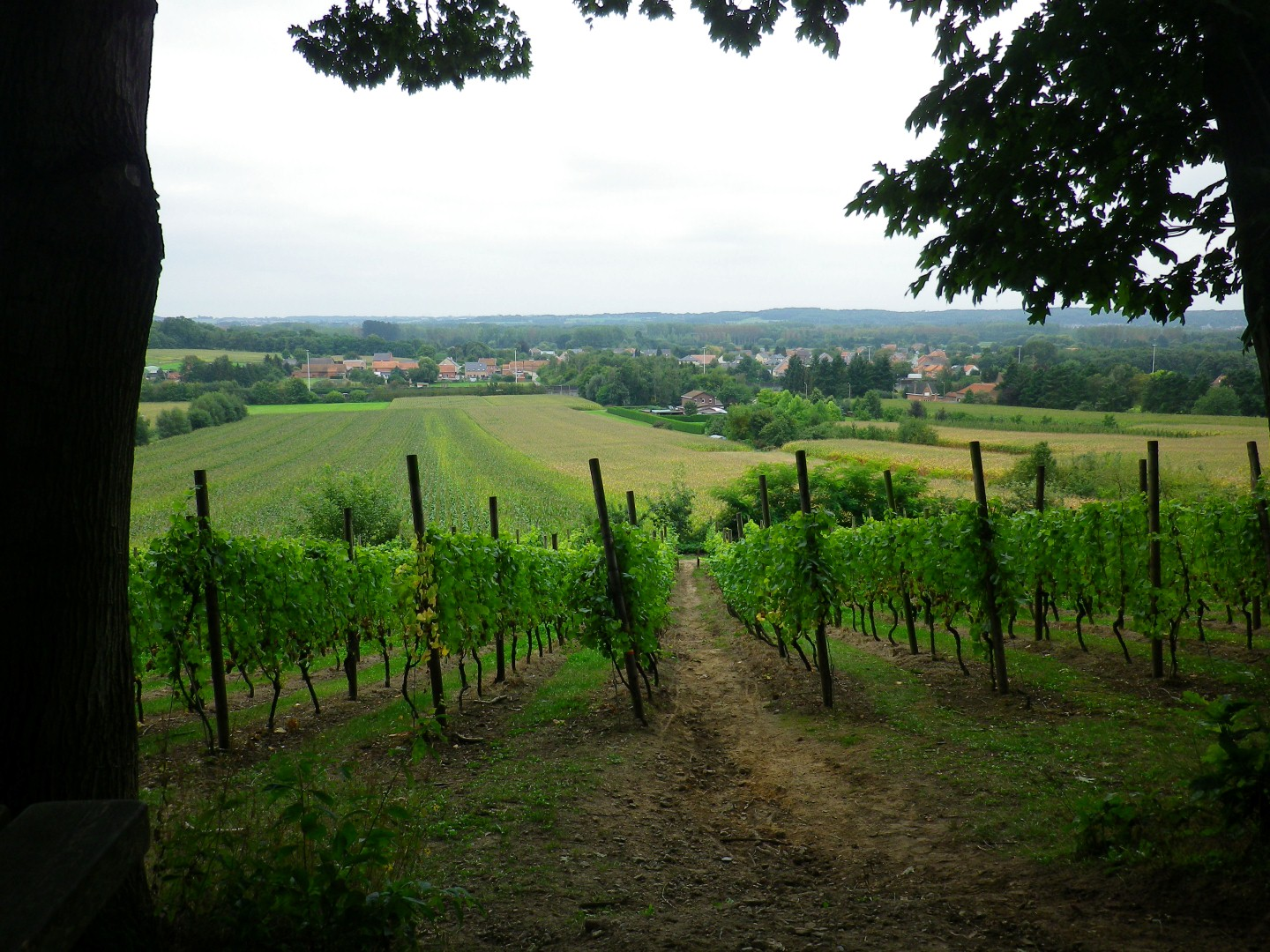
Wijngaarden op de Wijngaardberg

Het Hageland is een Vlaamse streek die grotendeels in Oost-Brabant en voor een klein deel in het westen van Limburg gelegen is. Het Hageland is het gebied tussen de steden Scherpenheuvel, Aarschot, Leuven, Tienen, Diest en Landen.

## Geschiedenis
De taalkundige Frans Claes stelt dat de oudst bekende attestatie, het Hagelant, uit het jaar 1528 dateert. De naam "Hageland" betekent "land begroeid met dicht kreupelhout" (hage). De naam werd gegeven toen, na de grote ontginningen in de middeleeuwen, het Hageland als enig bosrijk gebied in het hertogdom Brabant was overgebleven.

## Ligging

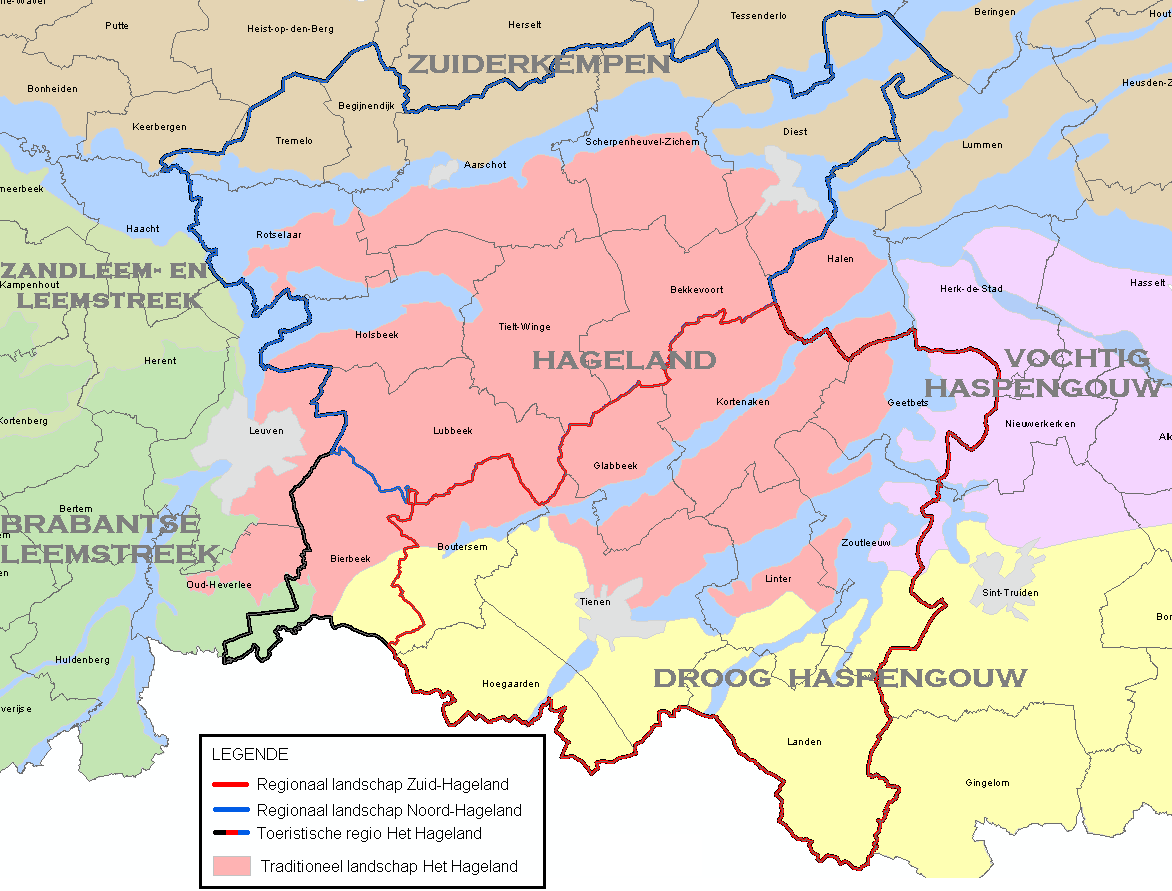
Verschillende in zwang zijnde afbakeningen van Het Hageland (Keerbergen is intussen toegevoegd bij Regionaal Landschap Noord-Hageland)

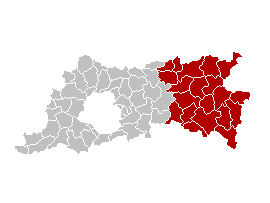
Toeristische regio Het Hageland

Het Hageland wordt in het zuiden begrensd door de heuvelrug van Pellenberg en in het zuidoosten door de loop van de Velpe. Het gebied ten zuiden van deze lijn wordt in toeristische publicaties vaak bij het Hageland gerekend, maar sluit landschappelijk meer aan bij Droog Haspengouw (Tienen, Hoegaarden, Landen). De oostgrens van het Hageland wordt gevormd door de Gete en de noordgrens door de vallei van de Demer.
Onder het Franse bewind werd een klein deel van het Hageland afgescheurd van de provincie Brabant en bij Limburg gevoegd. Dit deel vormt de huidige stad Halen. Landschappelijk heeft het Hageland veel gemeen met de Toscane in Italië, dit geldt ook voor het aangrenzende Droog-Haspengouw.
Over een nauwkeurige afbakening van het Hageland bestaat geen eensgezindheid. De omschrijvingen van zowel Toerisme Vlaams-Brabant als van Regionale Landschappen Vlaanderen (Regionaal Landschap Noord-Hageland en Regionaal Landschap Zuid-Hageland), die zij hanteren om organisatorisch-commerciële redenen, zijn vrij ruime interpretaties. De woondorpen Langdorp, Gijmel, Wolfsdonk, Begijnendijk, Betekom, Molenstede, Werchter, Averbode, Testelt, Okselaar, Deurne, Tremelo en Baal worden immers meestal tot de Kempen gerekend; Hoegaarden, Landen en Zoutleeuw tot Haspengouw. De afbakening door de vakgroep Geografie aan de Universiteit Gent onder leiding van Marc Antrop (Studie: Traditionele Landschappen in Vlaanderen) leunt dichter aan bij de realiteit omdat ze geen rekening houdt met organisatorisch-commerciële doeleinden. Voor Het Hageland wordt in die studie de volgende definitie gehanteerd: "Heuvelland met parallelle structuur van (beboste) ruggen en valleien met rijbewoning op de overgang. Subeenheden bepaald door de bodemgesteldheid; het zuidelijk deel gaat geleidelijk over in de Brabantse en Haspengouwse leemplateaus; duidelijke begrenzingen door de valleien van de Dijle en Gete."
In de regio zijn veel heuvelruggen  met onder andere Wijngaardberg, Beninksberg en Balenberg. dit zijn getuigenheuvels van de Diestiaanzee. In tegenstelling tot het Haspengouwse land, is de Hagelandse bodem tamelijk onvruchtbaar.

## Bezienswaardigheden
- Diest, Aarschot, Tienen, Halen, Zoutleeuw en Scherpenheuvel zijn historische stadjes. Enkele bezienswaardigheden zijn de Abdij van Averbode, de Basiliek van Scherpenheuvel, de Vlooybergtoren en het Kasteel van Horst, de Gempemolen, het Walenbos en het Troostembergbos.

- - Beeldhouwwerken in Aarschot.
  - Onze-Lieve-Vrouwekerk – Aarschot.
  - Gasthuissite – Aarschot.
  - Abdij van Averbode.
  - Sven Nys Cycling Center - Baal-Tremelo.
  - Damiaanmuseum - Tremelo
  - Het Spijker – Diest.
  - Provinciedomein Halve Maan - Diest.
  - Begijnhof - Diest

## Verkeer
De autosnelweg E314 (A2) doorkruist het Hageland van oost naar west. De weg loopt hier vanaf de noordkant van Leuven via een traject ten zuiden van Aarschot en Diest richting Limburg.

## Trivia
- De boeken van Ernest Claes bevatten typische verhalen over het leven in het Hageland van het begin van de 20e eeuw.
- Het Hageland met zijn Diestiaanse grond is het eerste officieel erkende wijngebied in België. De zuiderhellingen van de Hagelandse heuvels zijn dan ook ideaal om wijngaarden op aan te planten. Zie Wijngaardberg.
- In het Hageland worden Hagelandse en Getelandse dialecten gesproken, voornamelijk door de oudere bevolking.
- Door het Hageland loopt de lusvormige Streek-GR Hageland.
- De wielerwedstrijden Omloop van het Hageland (2005-2024) en Dwars door het Hageland (2001-heden) zijn vernoemd naar de streek.